# Cerco de Damão (1581)
O Cerco de Damão de 1581 foi um confronto militar entre as forças portuguesas e as do Império Mogor na cidade de Damão, na Índia. Um exército mogor enfrentou os portugueses na tentativa de impor um cerco, mas foi obrigado a retirar-se.

## Contexto
Em 1571, os mogores haviam conquistaram o Reino de Cambaia, levando-os à fronteira dos territórios portugueses em torno de Diu, Daman e Baçaim. Em 1580, Diogo Lopes Coutinho de Santarém à frente de uma força de oito navios mandou incendiar uma aldeia perto de Surrate, depois da sua guarnição ter matado seis portugueses que haviam desembarcado. A pedido do governador mogor de Surrate Caliche Mahamed, o governador mogol de Bharuch Cutubidicam uniu forças, formando um exército de 15.000 homens, elefantes e um canhão para atacar Damão.

## O cerco
Avisado dos preparativos dos mogores, o capitão português de Damão Martim Afonso de Melo despachou mensageiros às aldeias vizinhas ordenando aos seus habitantes e camponeses que evacuassem para Baçaim ou procurassem refúgio nas florestas, e às guarnições portuguesas próximas como Baçaim, Chaul e Goa pedindo reforços.
Caliche liderou a vanguarda do exército mogor com 1000 cavaleiros quando se deu a invasão do território português, e queimou numerosas aldeias enquanto Cutubidicam montou o seu acampamento nos arredores da cidade. Melo foi mantido ao corrente dos movimentos dos mogores através de espiões ou batedores que ele manteve continuamente em serviço, enquanto fortificava a cidade, que nessa altura não dispunha ainda de muralhas.
De Goa o vice-rei Dom Francisco de Mascarenhas enviou reforços para Damão por mar. Em pouco tempo, tão grande númerode soldados voluntários e fidalgos desembarcou em Damãoque o comandante mogor viu-se dissuadido de atacar a cidade, e limitou as operações a pilhar o que podia nos campos. O capitão português do forte de Danu com 50 homens lutou contra os mogores e capturou um estandarte.
Os mogores finalmente reuniram o seu exército ao sul de Damão em formação de meia-lua, e várias tropas portuguesas posicionaram-se nos arredores da cidade, enquanto um destacamento de cavaleiros portugueses sob o comando de Fernão de Miranda cavalgou mais perto dos mogores. O Calicham cavalgou até Damão desafiando Miranda para um duelo; Miranda aceitou, e perfurou o Calicham com uma lança, ferindo-o, e depois disso ambos retiraram-se para as suas fileiras.
Os portugueses escaramuçavam com os mogores. Das margens opostas do rio Damanganga, os mogores bombardearam Damão, causando porém, poucos estragos. Como os portugueses hesitavam em atacar a fundo e o comandante mogor não queria tentar atacar Damão, os mogores finalmente bateram em retirada. Durou este cerco durou seis meses.

## Consequências
Depois de ter o exército mogor retirado, os portugueses descobriram que Ramana da Rama, rei de um pequeno reino vizinho chamado Sarceta, a cinco léguas de Damão, havia se apossado dos pertences dos refugiados que procuraram abrigo no seu território, e recusava-se a restituí-los. Consequentemente, os portugueses saquearam a sua capital Raumalaje.